# Spoorlijn 140 (Tsjechië)
Spoorlijn 140 is een 111 kilometer lange spoorlijn in het noordwesten van Tsjechië. De lijn begint in de stad Cheb en loopt via Sokolov en Karlsbad naar Chomutov. Over het traject rijden stoptreinen, intercity's en goederentreinen. De meeste intercity's op het traject rijden van Cheb naar Praag of van Cheb naar Košice in Slowakije.
Het grootste deel van spoorlijn 140 is in de negentiende eeuw aangelegd. Zo is het stuk tussen Královské Poříčí en Cheb op 19 september 1870 geopend en het gedeelte tussen Klášterec nad Ohří en Karlsbad in 1871. In eerste instantie is de lijn aangelegd door het bedrijf Buschtiehrader Eisenbahn, tegenwoordig is het in beheer van de České dráhy (Tsjechische Spoorwegen).